# Abacetus azurescens
Abacetus azurescens es una especie de escarabajo del género Abacetus, tribu Abacetini, familia Carabidae. Fue descrita científicamente por Straneo en 1955.
Se distribuye por Senegal. Mide aproximadamente 5,8 milímetros de longitud.